# توماس گابریلسون
توماس ورن گابریلسون (سوئدی: Thomas Wearn Gabrielsson؛ زادهٔ ۲۹ ژوئن ۱۹۶۳) بازیگر اهل کشور سوئد است. او هم در سینمای سوئد و هم در سینمای دانمارک فعالیت می‌کند. وی زادهٔ شهر یوتبری است.
از فیلم‌هایی که وی در آن نقش داشته است، می‌توان به سرزمین موعود، یک رابطه سلطنتی، استدلال کیرا: یک داستان عاشقانه و پراگ اشاره کرد.